# Paula Wild
Pavla Nováková (* 15. května 1974, Kroměříž) je bývalá česká modelka, pornoherečka, příležitostná herečka. V České republice a v zahraničí je známá pod uměleckým jménem Paula Wild. Českými médii bývá označována jako Královna českého pornoprůmyslu. V současné době se již této profesi ze zdravotních důvodů nevěnuje. Žije trvale v Brně, kde podniká v odvětví kosmetiky. Pavla Nováková je svobodná a bezdětná.

## Kariéra
Pavla Nováková začínala jako modelka. Tuto nabídku dostala při soutěži Miss Týdeníku Kroměřížska od majitele modelingové agentury. Později od něj dostala nabídku na předvádění spodního prádla na erotickém plese v Holešově, kdy nahradila jednu z topless hostesek, která se nedostavila. Dále vystupovala na diskotékách jako go-go tanečnice a striptérka.
V tomto období začala s focením focení lehké erotiky (soft erotika). Tentýž majitel ji seznámil s manželským párem ze Zlína, kteří ve své vile natáčeli domácí porno, které prodávali do Německa.
Po celou svoji kariéru se zaměřovala na autoerotiku (masturbačně orientované scény) a lesbické scény. Ve vztahu k mužům se považuje za výrazně submisivní osobu. V rozhovoru pro deník OnaDnes.cz dne 24. června 2008 doslova prohlásila: „Jsem taky submisivní typ, i když na to nevypadám. Mě vzrušuje, když jsem podřízená muži, když se mnou zachází jako s instrumentem. Musím být prostě jeho děvka. (smích)" 

### Královna českého pornoprůmyslu
V pornoprůmyslu je známá pod jménem Paula Wild. Toto jméno měla v letech 2000–2010 registrováno jako ochrannou známku.
V roce 2003 byla jako host v pořadu Paškál. V roce 2009 byla pozvána moderátorem Janem Krausem do jeho pořadu Uvolněte se, prosím, kde hovořila o své minulosti a nadmíru kladném vztahu k sexu. Doslova zde naživo uvedla následující: „Byla jsem bez peněz, bez partnera, bez sexu. Měla jsem divoké erotické sny, nemohla jsem najít v soukromí partnera, který by mě uspokojil, chtěla jsem to dělat s ženskýma.
Pavla Nováková o sobě tvrdí, že je stydlivá, ale jako Paula Wild např. ve filmech Donne gatto – Ladre di sesso, Euro Anal Sluts, nebo Anální dobrodružství, dokazuje opak.
Patří mezi 5 nejznámějších pornohereček, spolu s Francouzskou Tiffany Hopkins, Němkou Brianou Banks, Američankami Breou Bennett a Jennou Jameson.
V roce 2015 ohlásila návrat k erotice: „Potřebovala jsem se navrátit do té erotiky, tam je moje cesta. Tancuju a mám manažerku. Objevila jsem stripová vystoupení, takže plánuju zase jezdit po republice a po Evropě, a stále také tancuji v Praze v kabaretu. Miluju pohyb a exhibicionismus, jen jsem netušila, že v mém věku by to ještě šlo,“ uvedla Paula.

### Ocenění
Za svoji celoživotní kariéru v pornoprůmyslu získala celkem 5 Zlatých hvězd, tedy tzv. Český porno Oscar. Byla také nominována na Zlatou palmu, za film „Rocco znásilňuje Prahu". O pornografii řekla: „Už slovo pornografie jako by vnucovalo lidem pocit něčeho nepatřičného. Přitom v podstatě je to služba veřejnosti. Málokdo totiž dovede překročit hranici, za kterou se plní sny, a pornografie člověku toto snění nahrazuje."

### Moderátorka
Pavla Nováková se neúspěšně ucházela o post moderátorky eroticky laděného televizní pořadu Peříčko na TV Nova. V květnu 2014 začala moderovat na televizní stanici Harmonie TV erotický diskuzní pořad s názvem Erotikon. Jako porotkyně se účastnila masturbačního maratonu.

## Dílo

### Porno filmy
- 1996: Rock and Roll. Rocco Part I[22]
- 1997: Neodolatelná Silvie;[22][23] Private Stories 22: Alive and Kickin'; Sex magazín;[24] World Sex Tour 11: Prague;[25] Bad Boy;[22] Dirty Days 2 - Ecstasy in Zurich;[22][26] Dirty Days 3 - Eurobabes in Buttland;[22][26] Dirty Days 4 - Euro Sexolympics;[22][26] Gaia 1: Les Obstacles de l'Amour;[22] Miss Erotica;[27] Private Stories 22 - Alive and Kickin';[22][26] Triple X 22;[22] Triple X 23;[22] World Sex Tour 9;[22] World Sex Tour 11[22], Rock and Roll Rocco 2 - Backstage Pass[26]
- 1998: Anální dobrodružství;[10] Euro Angels 12: Probing Prague[28]
- 1999: Storie italiane libidinose;[22] Weltklasse Ärsche 3;[22] Angelface;[22] Debauchery 5;[22] Donne gatto - Ladre di sesso;[22] Weltklasse Arsche 3[22]
- 2000: Donne gatto - Ladre di sesso;[9] Dr. Max v Praze;[29] Euro Anal Sluts 1;[22] Honzíkova cesta na...;[30] Spirito al telefono;[22] Lenka la Moglie che Scotta;[22] Pro-Am Italiano 6;[22] Rocco's Sexual Superstars;[22] Scopate a Domicilio[22]
- 2001: Perversní maska;[22][31] Divoký andílek;[32] Rocco znásilňuje Prahu;[33] Oceans of Lust;[22] Tessie[22]
- 2002: DP's and Orgies 2[22]; Real Female Orgasms 3[22]
- 2003: Bumsfidele Schwestern; Rocco's True Anal Stories 19[22]
- 2008: Double Duty 2[34]

### Filmy
- 2002: Brak (černá komedie), kde hraje Nicol, dívku na telefon[35]
- 2004: Post Coitum (komedie), kde hraje nepojmenovanou postavu[36]
- 2005: Hostel (horor), kde hraje Monique, prostitutku[37]

### Dokumentární film
- 2005: Čas lásky (studentský film)[38]

### Videoklip
- 2001: Holka samosexuál, videoklip české hudební skupiny Doga[39]

### Publikační činnost
Pod svým uměleckým jménem Paula Wild vydala v roce 2003 knihu s názvem Kdepak ty ptáčku hnízdo máš. Zpověď nejslavnější české pornohvězdy. V této knize popisuje své dětství, ztrátu panenství, kariéru, zkušenost s lesbickým sexem, ale také odpovídá na dotazy, které dostala od fanoušků.

### Hudba
Paula Wild nazpívala několik písní se skupinou Wild Rebels. Skladba Vášeň vyšla na cd Various – České Super Hity 6, a skladba Líný Kočky na cd Various – Hvězdy Nového CZ Popu.

## Osobní život
V dětství byla lidmi označována za citovou osobu. V 17 letech se věnovala výkladu z tarotových karet. Uměla lidem pomoci pomocí metody reiki. Po ukončení kariéry porno herečky se začala věnovat duchovnímu životu a kosmetice.
Jejím bývalým partnerem byl bývalý český kulturista, fitness trenér Mirek Cipra.
V roce 2015 podstoupila výměnu prsních implantátu.